# Hanoi Rocks
Hanoi Rocks var ett finskt glamrockband grundat 1979. Gruppen hade stort inflytande på glam- och hårdrocken på 1980-talet, trots att de splittrades innan de nådde stjärnstatus på mainstream-marknaden. Hanoi Rocks musik har rötterna i klassisk rock à la Rolling Stones och punk, kryddat med en ordentlig dos poppiga melodier. Frontmän är sångaren Michael Monroe och gitarristen Andy McCoy. Bland band som nämner Hanoi Rocks som förebild finns Mötley Crüe, Poison, Guns N' Roses, Skid Row, Backyard Babies, The Hellacopters och HIM. Enligt Encyclopedia of Heavy Metal har inget band förutom Aerosmith haft så stor betydelse för glamrocken som Hanoi Rocks. 
Mellan 1981 och 1984 gav gruppen ut sex skivor och turnerade mer eller mindre non stop runt världen. Efter trummisens Razzles död i en bilolycka löstes Hanoi Rocks upp år 1985. 
År 2001 återupplivades Hanoi Rocks. Sedan dess har de gett ut tre skivor och turnerat världen runt. 2009 upplöstes bandet.

## Biografi

### Före Hanoi Rocks
Den egentliga initiativtagaren till Hanoi Rocks, gitarristen Antti Hulkko (Andy McCoy) grundade 1977 tillsammans med sin bror Ilkka och Pete ”Räkä” Malmi Finlands första punkband Briard. Under tiden spelade Hulkko och hans barndomskompis Jan Stenfors också med finländska kultmusiker inom new wave-scenen, som Ralf Örn och Maukka Perusjätkä. Briard spelade in några singlar, men sprack 1979 p.g.a. stridigheter mellan Malmi och Hulkko. I det skedet flyttade Hulkko till Stockholm för att grunda bandet Nymphomaniacs. Bandet föll samman efter bara några träningar och han flyttade tillbaks till Helsingfors för att spela gitarr för punkaren Pelle Miljoona.
I samma kretsar som Stenfors och Hulkko rörde sig en musiker vid namn Matti ”Macke” Fagerholm (Michael Monroe), som hade börjat sin musikaliska bana redan 1971 med bandet Black Magic. Han spelade under 1970-talets senare hälft i band som Madness, Easy Living och tillsammans med Hulkko i Bolin. Dessutom uppträdde han med gitarr, saxofon, bas och munharmonika på till exempel Maukka Perusjätkäs, Ralf Örns, och Briards konserter. 
I sitt nästa band, Pelle Miljoona Oy, träffade Antti Hulkko ett ungt basistlöfte på 16 år som hette Sami Takamäki (Sam Yaffa). 
På releasepartyt för Pelle Miljoonas Oy:s skiva Moottorite on kuuma år 1979 fanns förutom Hulkko och Takamäki också Stefan Piesnack, som blivit sparkad ur Pelle Miljoona Oy för drogmissbruk och Matti Fagerholm. I festyran beslöt de sig för att bilda ett band. Ännu hade man inget namn för det, men det var upptakten till Hanoi Rocks.

### 1979: Hanoi Rocks tar form
Den första uppsättningen av Hanoi Rocks bestod av Matti Fagerholm på sång, Stefan Piesnack och Jan Stenfors på gitarr, Jesu Hämäläinen på bas och en musiker som kallades för Nedo (hans namn har ramlat ur historieböckerna) bakom trummorna. Hämäläinen skulle snabbt bytas ut mot Peki Sirola. Antti Hulkko var inte med ännu 1979, men fungerade som en drivande kraft bakom bandet. Uppsättningen spelade några konserter, men det musikaliska samarbetet fungerade inte. Den slutliga spiken i kistan slogs då polisens drogenhet haffade Piesnack och satte honom i fängelse. 
Hulkko och Takamäki hoppade samma år av Pelle Miljoona Oy, strax innan bandets Lapplandsturné och satte ihop Hanoi Rocks på nytt tillsammans med Fagerholm och Stenfors. Gruppen flyttade till Stockholm, där de rekryterade trummisen Jesper Sporre (Gyp Casino). Medlemmarna bytte namn till Andy McCoy, Michael Monroe, Nasty Suicide, Sam Yaffa och Gyp Casino och den första av de två klassiska medlemsuppsättningarna stod klar.
I Stockholm hankade sig bandet fram, luspanka, och tränade nattetid i ett gammalt bombskydd i tunnelbanan. 
På sensommaren 1980 gjorde det förnyade Hanoi Rocks sin första spelning på Glädjehuset i Stockholm. Som förband fungerade Eldkvarn. Redan då väckte Hanoi Rocks uppmärksamhet med sin glammiga stil (punken var fortfarande tidens melodi).

### 1980: Skivkontrakt
På hösten 1980 tog managern Seppo Vesterinen (som i dag har hand om bl.a. HIM) gruppen under sina vingar. På det finska skivbolaget Johanna Records gav de ut singeln I Want You med Kill City Kills som b-sida. I Want You är egentligen en kopia av den svenska låten Jag vill ha dig och Kill City Kills är inspirerad av den helsingforsiska klubben Kill City. 
I februari 1981 släpptes debutalbumet Bangkok Shocks Saigon Shakes Hanoi Rocks. Den spelades in i Park Studio i Stockholm av Zebra Johansson. Trots att Andy senare har uttryckt missnöje med både skivan och Zebra, blev den rosad av kritikerna, som genast stämplade Hanoi Rocks som det nya finska storbandet. 
Trots att kritikerna var nöjda, sålde skivan till och med mätt med finska mått dåligt. I dag anser många att det är Hanoi Rocks bästa skiva på grund av den okonstlade spontaniteten och naiviteten. Öppningsspåret Tragedy är än i dag en av bandets största hits och spelas också av den nya uppsättningen på de flesta konserter. Med på skivan finns också en punkig version av hitballaden från 1984, Don’t You Ever Leave Me. Andra klassiker från plattan är Village Girl och den poppiga 11th Street Kids. Musiken på skivan vittnade om medlemmarnas punkbakgrund, men man kan också höra bluesrock à la Aerosmith i bakgrunden och över allt ligger McCoys förkärlek för popmelodier. 
Hela våren och sommaren turnerade Hanoi Rocks flitigt i Finland och Sverige och flyttade på hösten till London. I England fanns det redan ett intresse för bandet och Hanoi Rocks spelade sex klubbspelningar som uppvärmare för Wishbone Ash. 
I november spelade Hanoi Rocks in sin andra skiva, Oriental Beat i London med producenten Pete Wooliscroft. Efter en avslutande konsert på den legendariska Marquee Club återvände bandet till Finland.
I januari 1982 släpptes Oriental Beat ut i Finland. Skivan var mer slipad än debuten, men på samma gång lite tandlös. Soundet liknade mer samtida engelsk heavy metal än den bluesiga/punkiga Hanoi Rocks som hördes på Bangkok Shocks… I Storbritannien började trots det musiktidningarna fatta tycke för den finska kvintetten, lika mycket för musikens skull som för de vilda historierna om bandets bohemiska liv och vilda drogmissbruk.

### 1982: London
På sommaren 1982 flyttade Hanoi Rocks mer eller mindre permanent till London. Andy McCoy sparkade Gyp Casino, som ersattes av Londonbon Nicholas ”Razzle” Dingley. Som manager i London fungerade Richard Bishop.
I augusti kom så den tredje skivan, Self Destruction Blues, en samling av tidigare singlar (bl.a. Love’s An Injection, Taxi Driver, Kill City Kills, Beer And A Cigarrette), ut i England och spädde ytterligare på myten om det självdestruktiva bandet. Under vintern blev Hanoi Rocks ett väl anlitat band på prestigefyllda Marquee Club. I Finland steg Love’s An Injection upp på första plats på singellistan och bandets skivor ges ut i Japan, där de genast stiger högt på listorna och anrika rocktidningen Kerrang! började 1982 lägga märke till gruppen.

### 1983: Världen
1983 började anbuden från engelska skivbolag ramla in och Hanoi Rocks lyfte steg på allvar fram som ett av de mest lovande banden i Storbritannien. 
Gruppen gav sig ut på en turné i Europa och Asien.  I Japan togs bandet emot som världsstjärnor, de höll en stor presskonferens, på plats fanns en fanclub, diplomater och en stor presskår. Tre tv-program uppmärksammade bandets vistelse i landet, bland annat Japans största talkshow, som spelades in framför en 4 000 huvud stark publik. Fansen hängde som flugor på bandmedlemmarna, som fick tiotals gitarrer och trumset som gåvor.
I Jerusalem skapade bandet skandal på hotellet när Nasty ramlade runt i fyllan och villan på kryckor och McCoy sprang omkring i korridorerna halvnaken. Vistelsen slutade på ett för ett rockband värdigt sätt då Nasty fick för sig att börja kasta möbler ut genom hotellfönstret.
På våren 1983 släpptes bandets fjärde skiva. Back To Mystery City var välproducerad, proffsig och slipad, men har fortfarande kvar Hanoi Rocks distinkta galenskap i låtkonstruktionerna. Soundet var tyngre och tätare, och skivan har blivit en favorit för många fans. Man kan till exempel nämna den explosiva stadionlåten Malibu Beach Nightmare med Andys väldiga gitarrsound och en av Michaels allra bästa vokalprestationer i karriären. Tooting Bec Wrecked för tankarna till Alice Coopers Billion Dollar Babies. Until I Get You är en driven ballad med tunga, bluesiga gitarriff. Skivan producerades av männen bakom Mott The Hoople, vars keyboardist också spelade på några låtar.
Under resten av året turnerade Hanoi Rocks extensivt både i Storbritannien och Finland. I november flög den legendariska managern och producenten Bob Ezrin (Pink Floyd, Alice Cooper, KISS) till London från USA för att höra Hanoi Rocks och i december stod det klart att han skulle producera deras nästa skiva för CBS.

### 1984–1985: Framgång och död
1984 blev det stora och det katastrofala året för Hanoi Rocks. Med ett 150 000 dollars skivkontrakt i fickan flög bandet till USA och Kanada för att spela in låtar för skivan Two Steps From The Move. Ian Hunter (ex-Mott The Hoople) hjälpte Andy att skruva till låttexterna och Bob Ezrin fick bandet att spela tyngre, intensivare och tätare än förut. CBS ville prompt ha en cover med hitpotential med på skivan och bandet valde CCR:s Up Around The Bend, som ironiskt nog kom att bli Hanoi Rocks största hit nånsin. Den nya skivan steg högt på albumlistorna både i Storbritannien och USA, utan att nånsin riktigt slå sig in på mainstreammarknaden. Men Up Around The Bend spelades flitigt både i radio och på MTV i USA och i England slog Hanoi igenom ordentligt. I Japan röstades Hanoi Rocks till årets mest populära grupp.
Den amerikanska pressen gav Two Steps… lysande recensioner och i november inledde Hanoi Rocks en slutsåld USA-turné. Under en fest med Mötley Crüe ville sångaren Vince Neil visa Razzle sin nya bil och satte sig vid ratten i grav berusning. Han förlorade kontrollen och krockade med två andra fordon. Razzle fördes till sjukhus, där han dog nästa morgon. Förkrossade över förlusten av en vän, ställde Hanoi Rocks in hela USA-turnén och följande års Europaturné.
Senare beslöt sig medlemmarna att ännu spela två konserter i Helsingfors i början av januari 1985, två konserter som sändes live på landets största tv-kanal och det blev ett emotionellt avsked av Nicholas ”Razzle” Dingley. Tommy Lee lovade i ett skede att ställa upp som trummis, men det blev i stället ex-The Clash-medlemmen Terry Chimes. Efter de konserterna hoppade Sam Yaffa av bandet. Man hyrde in René Berg, som visade sig ha drogproblem och hölls av de andra i skymundan under den sista turnén i Polen i maj 1985. Gruppens sista basist var den tidigare roadien Timo Kaltio. Under en konsert spelades Hanoi Rocks sista album, Rock n’ Roll Divorce, in framför 8 000 personer. Efter turnén lämnade Monroe gruppen, och följden blev att den splittrades.

### 2001–2009: Nyfödelsen
Efter hustruns Jude Wilders död sökte Michael Monroe igen upp Andy McCoy, År 2001 gjorde de reklam för en ny cd-box med Hanoi Rocks hits och bortglömda pärlor och började samtidigt uppträda som Hanoi Revisited. Det ledde till en ny uppsättning av Hanoi Rocks, och år 2002 kom skivan 12 Shots On The Rocks.
Skivan fick blandad kritik. Kritikerna menade att skivan i sig var av hög klass, men hade ofta svårt att vänja sig vid det tyngre hårdrock/punk-soundet. En av orsakerna till den förändrade stilen var att Monroe nu skrivit de flesta låtarna, efter att McCoy varit den huvudsakliga låtskrivaren på 1980-talet.
I den nya uppsättningen av bandet spelade Costello Hautamäki från bandet Popeda. Andra medlemmar var Kari ”Lacu” Lahtinen på trummor och Timpa Laine på bas. 
Skivan sålde guld i Finland och släpptes i Europa och Japan, men också i USA, där bandet även turnerade. Som helhet var det en lyckad comeback. Singeln People Like Me gick genast upp till nummer ett i Finland och Andys låt A Day Late, A Dollar Short har sedan 2002 spelats flitigt på radio.
År 2006 släpptes skivan Another Hostile Takover. Den sålde hyfsat, men saknade de medryckande hitsen från den tidigare plattan. 
Mellan 2002 och 2006 turnerade bandet i Europa, Sydamerika, Norden och Japan. I den norska tullen fastnade de med hasch på turnébussen och Andy bröt benet i ett skede. Costello var inte med länge innan han fick nog. Inför inspelningarna av den nya skivan Another Hostile Takeover (2005) riktade gruppen ögonen mot Sverige och hittade Conny Bloom (gitarr) och Andy Christell (bas). De hör än i dag till bandet. Den nya skivan fick inte lika mycket uppmärksamhet som comebacken, delvis på grund av ett svagare låtmaterial. För att göra reklam för skivan spelade Hanoi Rocks en kort spelning på taket till varuhuset Stockmann i Helsingfors. De hade väntat sig ungefär tusen personer i publiken, men det dök upp ungefär tio gånger fler och tillställningen skapade trafikkaos.
Den 18 augusti 2007 framträdde bandet i Sommarkrysset (TV4) med singeln "Fashion" inför mängder av glamrockstyleade fans. Skivan Street Poetry släpptes på hösten 2007]och markerade ett steg tillbaks mot 1980-talssoundet. Kritikerna menade att det var bandets bästa skiva sedan återföreningen.
Den 26 januari 2008 meddelade Lacu att han skulle lämna gruppen efter deras Europaturné.
Den 26 maj blev den svenskfödde George Atlagic Hanoi Rocks nya trummis.
På hösten 2008 koncentrerade sig Monroe mest på samarbeten med bland annat Beats and Styles och medlemmar ur 69 Eyes för att göra promotion-låtar till kampanjen Operaatio Maa (Operation Jorden), för att motverka klimatförändringen.
Strax före julen år 2008 publicerade McCoy och Monroe att Hanoi Rocks skulle läggas ner på hösten 2009. I en intervju för Hufvudstadsbladet uppgav Monroe att både han och McCoy tyckte att gruppen nu kommit så långt den kunde komma med den nya banduppsättningen, och att glädjen i arbetet började tyna bort. Fyra avskedkonserter för våren 2009 tillkännagavs, med den sista i slutet av mars. På internet spred sig snabbt ett rykte om att Monroe skulle börja sjunga för Guns N' Roses-avfällingen Velvet Revolver, som strax innan hade sparkat Scott Weiland, men själv har han dementerat det och menar att han tänker satsa på sin solokarriär.
Den 20 april 2009 skrev bandet på sin hemsida att de har splittrats för gott.

## Medlemmar
1979
- Michael Monroe (sång, munharpa, saxofon)
- Stefan Piesnack (sologitarr)
- Nasty Suicide (kompgitarr)
- Jesu (bas)
- Nedo (trummor)

1980
- Michael Monroe (sång, munharpa, saxofon)
- Stefan Piesnack (sologitarr)
- Nasty Suicide (kompgitarr)
- Peki Sirola (bas)
- Nedo (trummor)

1980
- Michael Monroe (sång, munharpa, saxofon)
- Andy McCoy (sologitarr, keyboard)
- Nasty Suicide (kompgitarr)
- Sam Yaffa (bas)
- Keimo Hirvonen (trummor)

1980–1982
- Michael Monroe (sång, munharpa, saxofon)
- Andy McCoy (sologitarr, keyboard)
- Nasty Suicide (kompgitarr)
- Sam Yaffa (bas)
- Gyp Casino (trummor)

1982–1984
- Michael Monroe (sång, munharpa, saxofon)
- Andy McCoy (sologitarr, keyboard)
- Nasty Suicide (kompgitarr)
- Sam Yaffa (bas)
- Razzle (trummor)

1985
- Michael Monroe (sång, munharpa, saxofon)
- Andy McCoy (sologitarr, keyboard)
- Nasty Suicide (kompgitarr)
- René Berg (bas)
- Terry Chimes (trummor)

1985
- Michael Monroe (sång, munharpa, saxofon)
- Andy McCoy (sologitarr, keyboard)
- Nasty Suicide (kompgitarr)
- Timo Kaltio (bas)
- Terry Chimes (trummor)

2002–2005
- Michael Monroe (sång, munharpa, saxofon)
- Andy McCoy (sologitarr, keyboard)
- Costello Hautamäki (kompgitarr)
- Timpa Laine (bas)
- Lacu (trummor)

2005–2008
- Michael Monroe (sång, munharpa, saxofon)
- Andy McCoy (sologitarr, keyboard)
- Conny Bloom (kompgitarr)
- Andy Christell (bas)
- Lacu (trummor)

2008–2009
- Michael Monroe (sång, munharpa, saxofon)
- Andy McCoy (sologitarr, keyboard)
- Conny Bloom (kompgitarr)
- Andy Christell (bas)
- George Atlagic (trummor)

## Diskografi
- Bangkok Shocks, Saigon Shakes, Hanoi Rocks (1981)
- Oriental Beat (1982)
- Self Destruction Blues (1983)
- Back To Mystery City (1983)
- All Those Wasted Years (1984)
- Two Steps From The Move (1984)
- Rock & Roll Divorce (1985)
- 12 Shots On The Rocks (2002)
- Another Hostile Takeover (2005)
- Street Poetry (2007)

## Låt tillägnad Razzle
- Million miles away